# رود آدزوا
رود آدزوا (انگلیسی: Adzva) یک رودخانه در جمهوری کومی کشور روسیه است.